# Centaure-Klasse
Die Centaure-Klasse war eine Klasse von vier 74-Kanonen-Linienschiffen der französischen Marine, die von 1782 bis 1798 in Dienst stand.

## Geschichte
Die französische Marine verlor in den Jahren 1780 bis 1782 (Amerikanischer Unabhängigkeitskrieg) in Kämpfen gegen die britische Marine und bei Unfällen acht 74-Kanonen-Schiffe. Als Ersatz für diese Linienschiffe wurden bereits 1782 elf neue Einheiten (vier Centaure- und sieben Téméraire-Klasse) geordert.
Am 15. Februar 1782 wurden zwei Einheiten beim Marinearsenal von Toulon geordert. Der Entwurf der Klasse wurde durch den Marinearchitekten Joseph-Marie-Blaise Coulomb erstellt und am 28. März 1782 vorgelegt. Er stellte dabei eine Weiterentwicklung der durch Antoine Groignard entworfenen Bien-Aimé-Klasse von 1768 da. Zum 1. Juni 1782 erfolgte die Bestellung von zwei weiteren Einheiten eines modifizierten Entwurfes, weshalb diese in manchen Quellen als separate Klasse geführt werden. Alle vier Einheiten wurden noch im Mai bzw. August 1782 auf Kiel gelegt und bis Ende 1783 in Dienst gestellt.

## Einheiten
| Name             | Bauwerft          | Bestellung       | Kiellegung      | Stapellauf        | Indienststellung | Verbleib |
| Centaure-Gruppe  | Centaure-Gruppe   | Centaure-Gruppe  | Centaure-Gruppe | Centaure-Gruppe   | Centaure-Gruppe  | Centaure-Gruppe |
| ---------------- | ----------------- | ---------------- | --------------- | ----------------- | ---------------- | --- |
| Centaure         | Arsenal de Toulon | 15. Februar 1782 | 12. Mai 1782    | 7. November 1782  | Dezember 1782    | Am 29. August 1793 durch britisch-spanische Streitkräfte erbeutet und am 18. Dezember 1793 großteils durch Feuer zerstört (Belagerung von Toulon); Wrack 1805 gehoben und 1806 abgebrochen |
| Heureux          | Arsenal de Toulon | 15. Februar 1782 | 12. Mai 1782    | 19. Dezember 1782 | April 1783       | Am 2. August 1798 (Seeschlacht bei Abukir) durch die Royal Navy gekapert; am 29. August 1798 durch Feuer zerstört                                                                          |
| Séduisant-Gruppe |                   |                  |                 |                   |                  | |
| Séduisant        | Arsenal de Toulon | 1. Juni 1782     | August 1782     | 5. Juli 1783      | 1783             | Am 16. Dezember 1796 in der Raz de Sein-Passage auf Grund gelaufen und gesunken |
| Mercure          | Arsenal de Toulon | 1. Juni 1782     | August 1782     | 4. August 1783    | 1783             | Am 2. August 1798 (Seeschlacht bei Abukir) durch die Royal Navy gekapert; am 30. August 1798 durch Feuer zerstört                                                                          |

## Technische Beschreibung
Die Klasse war als Batterieschiff mit zwei durchgehenden Geschützdecks konzipiert. Die Einheiten der Centaure-Gruppe hatte eine Länge von 54,57 Metern (Geschützdeck) bzw. 48,73 Metern (Kiel), eine Breite von 14,29 Metern und einen Tiefgang von 7,07 Metern bei einer Verdrängung von 1530/3010 Tonnen. Die Einheiten der Séduisant-Gruppe hatten dagegen eine Länge von 56,28 Metern (Geschützdeck) bzw. 50,67 Metern (Kiel), eine Breite von 14,16 Metern und einen Tiefgang von 7,34 Metern bei einer Verdrängung von 1550/3100 Tonnen. Sie waren Rahsegler mit drei Masten (Fockmast, Großmast und Kreuzmast). Der Rumpf schloss im Heckbereich mit einem Heckspiegel, in den Galerien integriert waren, die in die seitlich angebrachten Seitengalerien mündeten.
Die Besatzung hatte eine Stärke von 703 bis 723 Mann (Offiziere, Unteroffiziere bzw. Mannschaften). Die Bewaffnung der Klasse bestand aus 74 Kanonen.
|        | Unteres Batteriedeck | Oberes Batteriedeck | Backdeck      | Achterdeck     | Kanonen (Geschossgewicht) |
| ------ | -------------------- | ------------------- | ------------- | -------------- | ------------------------- |
| Design | 28 × 36-Pfünder      | 30 × 18-Pfünder     | 6 × 8-Pfünder | 10 × 8-Pfünder | 74 Kanonen (410,20 kg)    |